# 維德費爾德施托克山

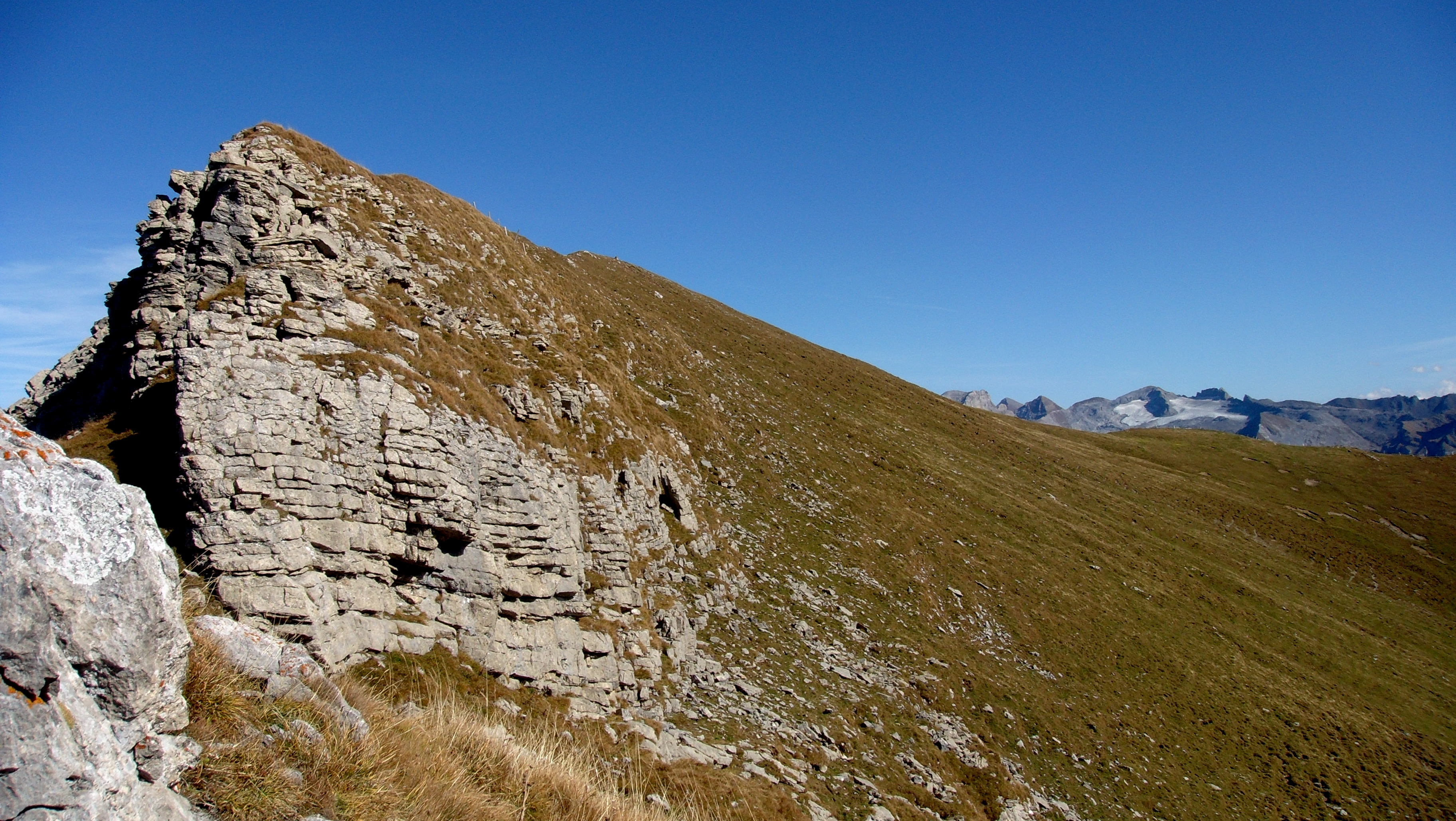

46°50′1″N 8°19′57″E / 46.83361°N 8.33250°E
維德費爾德施托克山（德語：Widderfeld Stock），是瑞士的山峰，位於該國中部，處於下瓦爾登州和上瓦爾登州接壤的邊界，屬於烏里山的一部分，海拔高度2,351米。